# مالك أشتر (صالح أباد)
مالك أشتر (بالفارسية: مالک اشتر) هي مستوطنة تقع في إيران في Salehabad Rural District. يقدر عدد سكانها بـ 2,918 نسمة .